# Ernst Kleinschmidt
Ernst Friedrich Wilhelm Kleinschmidt (* 20. Dezember 1912 in Friedrichshafen; † 4. Mai 1971 in Göttingen) war ein deutscher Meteorologe, dessen Arbeiten zu den wichtigsten frühen Entwicklungen der dynamischen Meteorologie gezählt werden.

## Leben und Wirken
Kleinschmidt ist als Sohn eines Meteorologen geboren. Er studierte Mathematik und Physik und promovierte 1941 in Meteorologie an der Universität Hamburg unter der Aufsicht von Raethjen, der ihn hoch lobte und seine Arbeit mit der von Rossby verglich.
Während des Zweiten Weltkriegs war Kleinschmidt im Wetterbeobachtungsdienst der 2. Luftflotte tätig und verreiste viel. Nach dem Krieg begann Kleinschmidt ab 1946 seine Arbeit am Kaiser-Wilhelm-Institut für Strömungsforschung in Göttingen, später unter umbenannt in das Max-Planck-Institut für Strömungsforschung, wo er bis zu seinem Tod verblieb. Kleinschmidt unterstützte dort in den ersten Jahren Ludwig Prandtl, der sich aufgrund seines Forschungsverbots auf Meteorologie konzentrierte.
Kleinschmidt hielt zwei internationale Gastvorträge an der Universität Stockholm und der Universität Chicago zwischen 1950 und 1960. Die Konferenz in Stockholm besuchte Kleinschmidt mit seiner Ehefrau Christa Kleinschmidt, ebenfalls promovierte Meteorologin, unter der Initiative von Rossby, um die Wissenschaftler beider Kriegsparteien zu einen, sein Beitrag wurde aber wohl kaum ernst genommen. 1961 wurde Kleinschmidt in Göttingen zum Professor für Meteorologie ernannt.

In den späten Jahren litt Kleinschmidt unter Depression und Einsamkeit, teils wohl aufgrund der Ablehnung seiner Forschung zu ageostrophischen Windfeldern, deren Fortführung verhindert wurde, da sie den damaligen wissenschaftlichen Ansichten widersprach. Posthum bildeten seine Arbeiten wichtige Beiträge zur dynamischen Meteorologie, prägten unter anderem die Begriffe „dynamische Labilität“ und „potentielle Vorticity“ und werden zu den wichtigsten Entwicklungen in der Disziplin gezählt. 

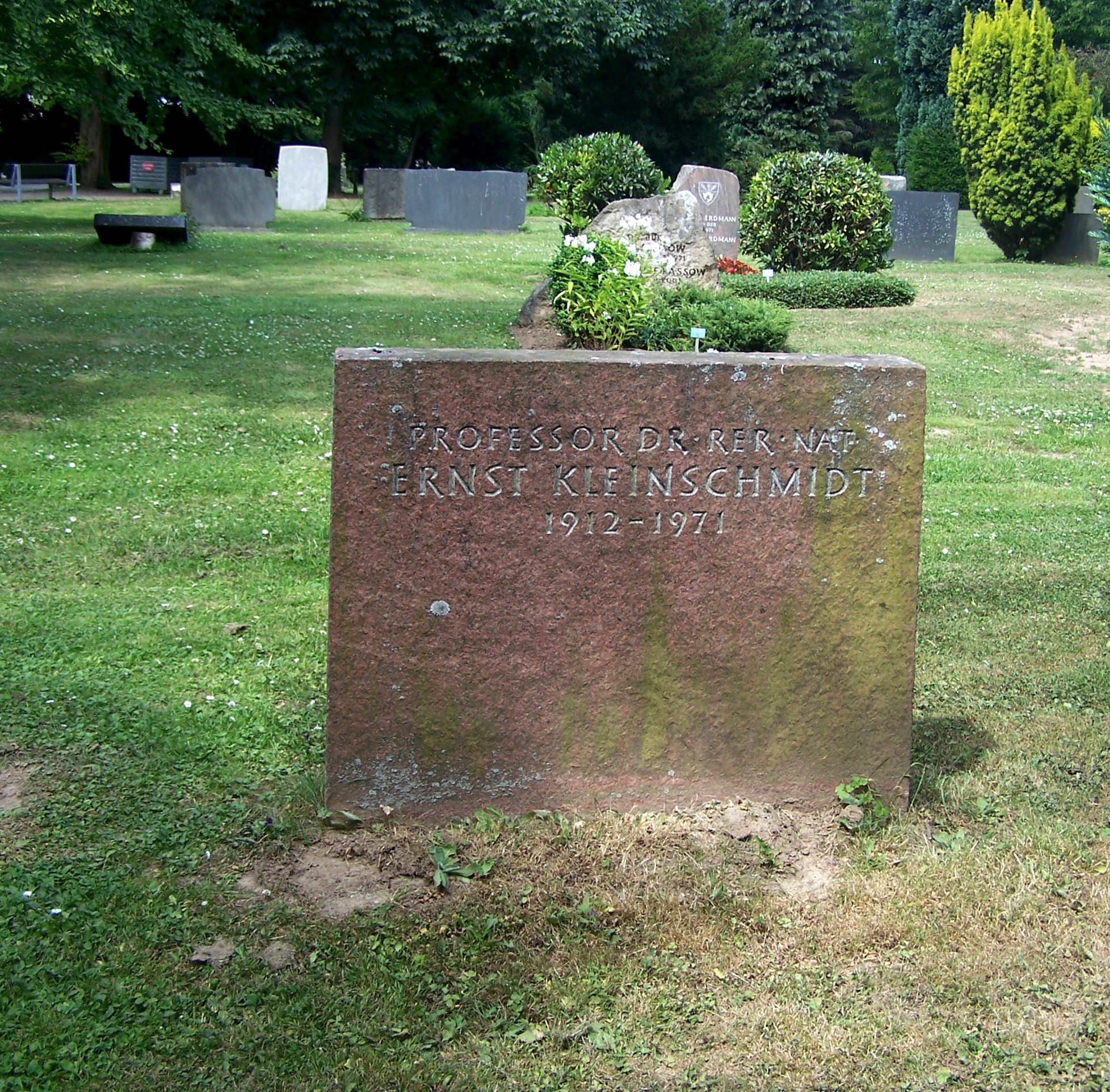
Grabstein Kleinschmidts auf dem Stadtfriedhof Göttingen